# Lac Craghy
Le Lac Craghy (Irlandais: Loch Chrathaí), également connu comme le Lac Tully, est un lac d'eau douce dans le nord-ouest de l'Irlande. Il est situé dans le nord du Comté de Donegal.

## Géographie
Le Lac Dunglow est à 1 km à l'est de Dungloe.
Il mesure environ 1,4 km de long et 0,8 km de large.

## Hydrologie
Le lac Dunglow alimente sur son côté ouest son voisin, le Lac Dunglow.

## Histoire naturelle
Les espèces de poissons présente dans le Lac Dunglow sont la truite, le saumon et l'anguille européenne, menacée d'extinction.